# Весёлое (Амурская область)
Весёлое — село в Серышевском районе Амурской области, Россия. Входит в Аргинский сельсовет.

## География
Село Весёлое стоит в долине реки Арга (левый приток Зеи), расстояние до Зеи — около 8 км.
Село Весёлое расположено к северу от пос. Серышево, расстояние до районного центра (через административный центр Аргинского сельсовета станцию Арга и сёла Озёрное и Белоногово) — 28 км.

## Население
| 2002 | 2010 | 2012 | 2013 | 2014 | 2015 | 2016 |
| ---- | ---- | ---- | ---- | ---- | ---- | ---- |
| 133  | ↘94  | →94  | ↘89  | ↘86  | ↗87  | ↘86  |
| 2017 | 2018 |      |      |      |      |      |
| →86  | ↘84  |      |      |      |      |      |

По данным переписи 1926 года по Дальневосточному краю, в населённом пункте числилось 104 хозяйства и 487 жителей (247 мужчин и 240 женщин), из которых преобладающая национальность — украинцы (45 хозяйств).

## Инфраструктура
Сельскохозяйственные предприятия Серышевского района.